# Hermann Franz Bütgen
Hermann Franz Bütgen (ur. 1903, zm. ?) – zbrodniarz hitlerowski, członek załogi niemieckiego obozu koncentracyjnego Mauthausen-Gusen i SS-Unterscharführer (nr identyfikacyjny w SS:20612).
1 stycznia 1942 rozpoczął służbę w obozie głównym Mauthausen. Początkowo do 1 lipca był strażnikiem, a następnie od 2 lipca 1942 do 1 maja 1945 pełnił funkcję obozowego elektryka. W procesie załogi Mauthausen-Gusen (US vs. Franz Kofler i inni) skazany został na 3 lata
pozbawienia wolności.